# Pycnocoma thollonii
Pycnocoma thollonii är en törelväxtart som beskrevs av David Prain. Pycnocoma thollonii ingår i släktet Pycnocoma och familjen törelväxter.
Artens utbredningsområde är Gabon. Inga underarter finns listade i Catalogue of Life.